# بهركان (غافروبارمون)
بهرکان (بالفارسية: بهرکان) هي مستوطنة تقع في إيران في قسم غافروبارمون الريفي. يقدر عدد سكانها بـ 34 نسمة في 11 عائلة, حسب تعداد السكان لعام 2006